# Calotmul
Calotmul é um município do estado do Iucatã, no México. Conta com uma extensão territorial de 361.50 km². A população do município calculada no censo 2005 era de 3.839 habitantes.